# 브레슬라우 전투 (1757년)
브레슬라우 전투는 7년 전쟁 중인 1757년 11월 22일 브레슬라우에서 프로이센군 28,000과 오스트리아군 84,000 이 맞붙은 전투이다. 이 전투에서 프로이센은 6,000명을 잃고, 오스트리아는 5,000명을 잃었다. 그날 저녁 프로이센군이 퇴각함으로써 브레슬라우의 수비대는 방어할 수가 없어 오스트리아에 11월 25일 항복했다. 블레슬라우는 현재의 브로츠와프이며, 폴란드 실레지아에 있는 도시다.

## 같이 보기
- 7년 전쟁
- 브레슬라우 전투 (1945년)
- 브로츠와프
- 실레지아